# Ray Santiago
Ray Santiago (The Bronx, 15 giugno 1984) è un attore statunitense.

## Biografia
Nel corso della sua carriera ha partecipato ad alcune pellicole interpretando ruoli minori come in Ammesso e In Time, inoltre ha preso parte a numerose serie televisive quali Crossing Jordan, Windfall, My Name Is Earl, I signori del rum, Dexter, NCIS: Los Angeles, Major Crimes, Rosewood, Backstrom, 10 cose che odio di te, Law & Order: LA, Aiutami Hope! e Touch.
Diventa noto per la sua interpretazione nel film Mi presenti i tuoi?, di Jay Roach, recitando al fianco di Robert De Niro e Ben Stiller.
A partire dal 2015 entra nel cast di Ash vs Evil Dead, la serie televisiva proseguimento della famosa saga cinematografica, recitando la parte di Pablo Bolivar, amico e compagno di viaggio di Ash Williams, ricoprendo il ruolo fino alla fine della serie nel 2018.

## Filmografia

### Cinema
- Girlfight, regia di Karyn Kusama (2000)
- Piñero - La vera storia di un artista maledetto (Piñero), regia di Leon Ichaso (2001)
- Bringing Rain, regia di Noah Buschel (2003)
- Shelter, regia di Benno Schoberth (2003)
- Mi presenti i tuoi? (Meet the Fockers), regia di Jay Roach (2004)
- Dirty Deeds, regia di David Kendall (2005)
- The Sasquatch Gang, regia di Tim Skousen (2006)
- TV Set (The TV Set), regia di Jake Kasdan (2006)
- Ammesso (Accepted), regia di Steve Pink (2006)
- Price to Pay, regia di Michael McCready (2006)
- American Son, regia di Neil Abramson (2008)
- Bar Starz, regia di Michael Pietrzak (2008)
- Ready or Not, regia di Sean Doyle (2009)
- Endless Bummer, regia di Sam Pillsbury (2009)
- Hypo, regia di Ray Santiago (2010)
- Without Men, regia di Gabriela Tagliavini (2011)
- In Time, regia di Andrew Niccol (2011)
- Surf Party, regia di Sam Pillsbury (2013)
- Date and Switch, regia di Chris Nelson (2014)
- Suburban Gothic, regia di Richard Bates Jr. (2014)
- Sex Ed, regia di Isaac Feder (2014)
- Addiction: A 60's Love Story, regia di Tate Steinsiek (2015)
- Trash Fire, regia di Richard Bates Jr. (2016)
- Tone-Deaf, regia di Richard Bates Jr. (2019)
- Summer Camp, regia di Castilel Landon (2024)

### Televisione
- The Jury – serie TV, 1 episodio (2004)
- Crossing Jordan – serie TV, 1 episodio (2006)
- Windfall – serie TV, 1 episodio (2006)
- My Name Is Earl – serie TV, 2 episodi (2006)
- I signori del rum (Cane) – serie TV, 1 episodio (2007)
- Dexter – serie TV, 2 episodi (2008)
- 10 cose che odio di te (10 Things I Hate About You) – serie TV, 1 episodio (2009)
- Aiutami Hope! (Raising Hope) – serie TV, 5 episodi (2010-2011)
- Law & Order: LA – serie TV, 1 episodio (2011)
- Major Crimes – serie TV, episodio 1x07 (2012)
- Touch – serie TV, 4 episodi (2013)
- NCIS: Los Angeles – serie TV, 1 episodio (2014)
- Bad Judge – serie TV, 2 episodi (2014)
- Backstrom – serie TV, 1 episodio (2015)
- Ash vs Evil Dead – serie TV, 30 episodi (2015-2018)
- Shiny Baby Goats – serie TV, 1 episodio (2016)
- Rosewood – serie TV, 1 episodio (2016)
- Into the Dark – serie TV, episodio 1x01 (2018)

## Doppiatori italiani
Nelle versioni in italiano delle opere in cui ha recitato, Ray Santiago è stato doppiato da:
- Davide Perino in Crossing Jordan
- Andrea Quartana in Aiutami Hope!
- Gabriele Sabatini in Major Crimes
- Davide Lepore in Backstrom
- David Chevalier in Girlfight
- Nanni Baldini in Ash vs Evil Dead
- Gabriele Patriarca in Rosewood
- Alex Polidori in Into the Dark